# Melipona indecisa
Melipona indecisa är en biart som beskrevs av Cockerell 1919. Melipona indecisa ingår i släktet Melipona och familjen långtungebin. Inga underarter finns listade i Catalogue of Life.